# 천군 (영화)
천군(Heaven's Soldiers)은 민준기 감독의 2005년 7월 15일에 개봉한 대한민국의 SF, 코미디, 액션, 모험 영화이다.

## 줄거리
남북이 극비리에 개발한 핵무기가 미국에 양도되기로 결정이 났다. 하지만 이에 불만을 품은 강민길 소좌는 핵물리학자 김수연을 납치해서 연구소에 있던 핵무기를 빼돌리는데 성공했다. 하지만 이를 알게 된 박정우 소령을 중심으로 한 남군들은 황급히 북한군을 추적하기 시작한다. 이때 하늘에서는 433년만에 혜성이 한반도 상공을 통과하고 있었고 압록강에서 대치하던 양측 군인들과 김수연은 그대로 혜성을 맞아버렸다.
깨어난 곳은 여진족과의 전투가 한창이던 1572년 조선. 그리고 역사속에서나 나오는 이순신 장군까지 만나게 된다. 평소 이순신을 동경하던 박정우는 역사와는 거리가 먼 한량같은 그의 모습에 실망하며 이순신을 훈련시키지만 이순신은 두번다시 무과시험을 보지 않겠다고 버텼다. 이런 와중에 어찌어찌 다시 미래로 돌아갈 방법을 찾는데 성공했지만 처음 조선에 떨어졌을 때 일차적으로 후퇴했던 여진족들이 다시 습격한다. 그리고 여진족과 맞서겠다는 이순신을 본 군인들은 그냥 무시하고 미래로 갈지, 아니면 이순신이랑 같이 싸울지 고민한다.

## 제작영화사
- 제작사 : 싸이더스
- 배급사 : 쇼박스(주)미디어플렉스

## 배우 / 제작진

### 주연
- 박중훈 - 청년 이순신 역
- 김승우 - 북측 경비대장 강민길 소좌 역
- 황정민 - 남측경비대장 해군특수전전단 박정우 소령 역
- 공효진 - 김수연 역

### 조연
- 김승철 - 최광 역
- 김병춘 - 이희철 역
- 김수현 - 원훈 역
- 마동석 - 황상욱 역
- 김구택 - 니탕개 역

### 단역
- 김응수 - 북측 장성
- 원근희 - 남측 장성
- 최대웅 - 촌장
- 민경진 - 사또 역
- 권일수 - 형방 역
- 서진원 - 명나라 상인 역
- 김재흠 - 만물상 주인 역
- 안미정 - 주모 역
- 유진수 - 여아 역
- 김혜은 - 여 아나운서 역
- 주순영 - 북한 여 아나운서 역
- 오일룡 - 포졸 역
- 차상민 - 경계포졸 역
- 신선영 - 황비 유령 역
- 박병권 - 오랑캐 첩자 1
- 김종우 - 오랑캐 첩자 2
- 박환규 - 북한 대원 1
- 김용수 - 북한 대원 1
- 김지현 - 북한 대원 2
- 서의석 - 북한 대원 3
- 정재문 - 북한 병사
- 나호현 - 남한 대원 1
- 나인규 - 남한 대원 2
- 나경찬 - 저잣거리 행인
- 김용우 - 관아 주민
- 민준기 - 마다시
- 김용 - 사무라이
- 이상민 - 조선 수군
- 정성호 - 거구 오랑캐
- 김영신 - 수류탄 맞고 죽는 오랑캐
- 최경원 - 오랑캐 전사 1
- 이한솔 - 오랑캐 전사 2
- 조용식 - 오랑캐 전사 3
- 길금성 - 오랑캐 전사 4
- 오일룡 - 오랑캐 전사 5
- 노진영 - 오랑캐 전사 6
- 조용재 - 오랑캐 전사 7
- 김병신 - 오랑캐 전사 8
- 최락진 - 오랑캐 전사 9
- 강신종 - 오랑캐 전사 10
- 국중빈 - 오랑캐 전사 11
- 서한국 - 오랑캐 전사 12
- 김희문 - 오랑캐 전사 13
- 김성일 - 변방 청년 1
- 이형주 - 변방 청년 2
- 양수재 - 변방 청년 3
- 강재은 - 변방 청년 4
- 박태민 - 변방 청년 5
- 김기성 - 변방 청년 6
- 안희철 - 변방 청년 7

### 제작진
- 민준기 - (각본)
- 박주복 - (각본)
- 박철우 - (각본)
- 변무림 - (각본)
- 박계옥 - (각본)
- 전철홍 - (각본)
- 임충렬 - (제작총괄)
- 윤상오 - (제작총괄)
- 김민기 - (투자총괄)
- 변무림 - (프로듀서)
- 김기종 - (제작실장)
- 김현태 - (제작부장)
- 안희철 - (제작부장)
- 김용 - (제작부)
- 박철우 - (제작부)
- 차상민 - (제작부)
- 서의석 - (제작부)
- 김진섭 - (제작부)
- 김지현 - (제작부)
- 황주희 - (제작부)
- 차승재 - (제작)
- 엄신웅 - (제작지원)
- 이진희 - (제작관리)
- 이민우 - (제작관리)
- 최원 - (제작투자)
- 강현우 - (투자관리)
- 김성호 - (공동투자)
- 윤두건 - (공동투자)
- 김우택 - (공동투자)
- 김성수 - (공동투자)
- 전일선 - (공동투자)
- 이용우 - (공동투자)
- 김성부 - (공동투자)
- 정한식 - (공동투자)
- 김지웅 - (공동투자)
- 오진섭 - (제작관리부문)
- 나경찬 - (제작관리부문)
- 허수영 - (제작관리부문)
- 조정호 - (제작관리부문)
- 이동형 - (제작관리부문)
- 장세나 - (제작관리부문)
- 박수경 - (제작관리부문)
- 김예경 - (제작관리부문)
- 김용호 - (기획)
- 김기종 - (기획)
- 민경원 - (기획)
- 이종열 - (촬영부)
- 김홍중 - (촬영부)
- 박세승 - (촬영부)
- 윤석조 - (촬영부)
- 김우주 - (촬영부)
- 박재형 - (촬영)
- 신준하 - (조명)
- 이승원 - (조명부)
- 방현용 - (조명부)
- 김동혁 - (조명부)
- 조대연 - (조명부)
- 이동원 - (조명부)
- 안창윤 - (조명부)
- 이순영 - (그립)
- 도중훈 - (그립)
- 정도안 - (특수효과)